# 加爾文主義
喀爾文主義（英語：Calvinism）是16世纪法國宗教改革家、神學家約翰·加爾文畢生的許多主張和实践及其教派其他人的主张和实践的統稱，在不同的討論中有不同的意義。
在現代的神學論述習慣中，喀爾文主義常指「救贖預定論」跟「救恩獨作說」。加爾文支持馬丁·路德的“因信称义”学說，主張人類不能透過正義、禮數或虔誠的行為獲得救贖，反對逐漸成為天主教神學主流的「神人合作」论，恢復逐漸被天主教会所遺棄的奥古斯丁派「神恩独作」论，因為加爾文認為教義應當回歸聖經所謂神揀選的他的子民，因此加尔文主义者之神学传统常被稱为“归正神学”或“改革宗神学”（Reformed theology）。
由加尔文等人发展而来的主要基督教宗派有歸正宗（又稱改革宗）、长老宗與公理宗等。
歸正宗和信義宗都承認人因信仰基督而蒙恩稱義，歸正宗的主要特點是選舉“長老”監督教務，由牧師和不受神職的長老集體管理教會，認為任何人都不得享有無限權力，並且認為教會人士可以參加政治活動，使世俗更加接近上帝的旨意。所以在加尔文派掌權的國家或地区，會強調把商業工作做好，經濟、民主制度和公眾教育都會受到重视，乃是因為神注定他們必如此做事。

## 喀爾文主義的內容
以所謂的喀爾文主義五要點作為喀爾文主義的內容歸納，是非常不準確的說法。喀爾文的思想精華，以其巨著基督教要義為代表。這是一本經典的神學著作，內容觸及所有基督教信仰最核心的教義，並且處處引用聖經。

### 加尔文主义五要点
所謂的喀爾文主義五要點，嚴格來說，應該稱為「喀爾文主義救贖論五要點」，或稱為喀爾文主義對亞米念主義五要點之回應。喀爾文和喀爾文主義者未曾主動歸納出這五要點的教義，乃是在一次重要的國際教會會議中，因應亞米念主義者提出的五個關於救贖論的論點，加爾文主義者根據聖經一一加以駁斥，而後在該次會議寫成多特信經。後世的喀爾文主義者為了便捷記憶、了解多特信經對亞米念主義者的回應，遂發展出喀爾文主義五要點及TULIP的背誦口訣。
- 全然败坏（Total depravity）或完全无能力（Total inability），人类由于亚当的堕落而无法以自己的能力作任何灵性上的善事。
- 无条件的拣选（Unconditional selection）上帝对于天選之人拣选是无条件的，祂的拣选并非因为人在伦理道德上的优点，也非祂预见了人将发生的信心。
- 限定的代贖（Limited atonement）基督釘十字架只是為那些預先蒙選之人，不是為世上所有的人。
- 不可抗拒的恩典（Irresistible grace）又称有效的恩典（Effacious grace），人類不可能拒絕上帝的救恩，上帝拯救人的恩典不可能因为人的原因而被阻挠，无法被人拒绝。
- 圣徒恆忍蒙保守（Perseverance of the saints）已得到的救恩不會再次喪失掉，上帝必能保守並引導聖徒在信仰的路上得勝。

這五点教義的英文首字字母恰好能拼成，即“鬱金香”之義。

### 其它的喀爾文主義內容
- 由長老治理教會，長老由教徒直選，牧師由長老聘任。喀爾文建立的教會因此也被叫做「長老宗」、「長老會」或「長老教會」。
- 反對天主教的聖餐「質變說」，也反對路德的「同質說」，主張信徒透過信心可以領受到屬靈卻不可見的實體聖餐。
- 國家從屬於教會，為教會差遣。

## 外部連結
- 《加尔文主义之书目集》 （页面存档备份，存于）
- 世界歸正教會聯盟World Alliance of Reformed Churches
- Reformed Ecumenical Council （页面存档备份，存于）